# Raúl Sánchez
Pedro Raúl Sánchez Soya (* 26. Oktober 1933 in Valparaíso; † 28. Februar 2016 in Santiago de Chile), auch bekannt unter dem Spitznamen 	El Maestro, war ein chilenischer Fußballspieler. Er spielte als zentraler Verteidiger und nahm mit der Nationalmannschaft seines Heimatlandes an der Weltmeisterschaft 1962 teil.

## Vereinskarriere
Raúl Sánchez spielte ab 1952 in der Primera División bei den Santiago Wanderers. 1958 gewann er mit dem Verein die chilenische Meisterschaft. 1959 und 1961 folgten zwei Pokalsiege mit dem Klub. Nach 13 Jahren bei den Wanderers ging er zu CSD Colo-Colo. Nach zwei Jahren beim Hauptstadtklub ging er zu den Rangers de Talca und beendete schließlich seine Karriere bei Everton.

## Nationalmannschaft
In der Nationalmannschaft Chiles kam Raúl Sánchez erstmals am 7. März 1959 zum Einsatz. Bei der 1:6-Niederlage im ersten Spiel der Campeonato Sudamericano 1959 gegen Argentinien wurde er für Mario Alberto Torres Hernández eingewechselt. Die folgenden Spiele des Turniers stand der Verteidiger jeweils in der Startelf. Chile beendete das Turnier nach zwei Siegen, einem Unentschieden und drei Niederlagen als Fünfter.
Nach weiteren Einsätzen in Freundschaftsspielen nahm Raúl Sánchez mit der chilenischen Fußballnationalmannschaft an der Weltmeisterschaft 1962 im eigenen Land teil. Dort spielte Chile mit Raúl Sánchez in der Verteidigung gemeinsam mit Kapitän Sergio Navarro und Luis Eyzaguirre ein glänzendes Turnier und wurde nach dem Sieg über Jugoslawien im Spiel um Platz 3 am Ende Dritter.
Nach der erfolgreichen Weltmeisterschaft spielte er noch in zwischen einzelnen südamerikanischen Ländern ausgespielte Pokale. Sein 33. und letztes Länderspiel absolvierte Sánchez beim 1:1-Unentschieden in der Copa Carlos Dittborn gegen Argentinien.

## Erfolge
- Chilenischer Meister: 1958
- Chilenischer Pokalsieger: 1959, 1961
- Fußball-Weltmeisterschaft: WM-Dritter 1962